# Nordafrikansk elefantnäbbmus
Nordafrikansk elefantnäbbmus (Elephantulus rozeti) är en däggdjursart som först beskrevs av Georges Louis Duvernoy 1833.  Elephantulus rozeti ingår i släktet Elephantulus och familjen springnäbbmöss. IUCN kategoriserar arten globalt som livskraftig.

## Utseende
Arten blir 11 till 12,5 cm lång (huvud och bål), har en 13 till 16 cm lång svans och väger 25 till 70 g. Den liknar i kroppsbyggnaden en gnagare med stora öron. Kroppens ovansida är täckt av gulbrun päls som har en rosa skugga och undersidan är vitaktig. Liksom hos andra elefantnäbbmöss förekommer en lång nos som liknar en snabel. Arten har långa morrhår och stora bakre extremiteter som är längre än de främre extremiteterna. Vid svansens undersida när roten ligger körtlar och med sekretet markeras reviret.

## Utbredning och habitat
Denna elefantnäbbmus förekommer i norra Afrika från centrala Marocko till nordvästra Libyen. Arten når i Atlasbergen 2750 meter över havet. Habitatet utgörs av halvöknar och bergstrakter med glest fördelad växtlighet.

## Ekologi
Hanar och honor lever utanför parningstiden ensam och under parningstiden i monogama par. De är allmänt aktiva över hela året men kan falla i ett stelt tillstånd (torpor) vid mycket kyliga tider. Arten äter liksom sina släktingar främst ryggradslösa djur som kompletteras med några växtdelar som bär, frukter, rötter och grönsaker. För hat hitta födan gräver den med trynet i lövskiktet eller i marken.
Denna elefantnäbbmus har olika fiender som falkfåglar, ormar och rovdjur. För att undvika faran kan den springa fort och göra skutt. Dessutom är pälsfärgen ett bra kamouflage.
Beroende på utbrednings sträcker sig parningstiden från januari till augusti, eller kortare. Dräktigheten varar omkring 75 dagar och sedan föds upp till fyra ungar, oftast tvillingar. Ungarna är vid födelsen bra utvecklade med öppna ögon och päls. De lämnas ofta ensam i gömstället. Ungar i fångenskap började efter cirka en vecka med fast föda. Efter två veckor slutar honan helt med digivning och ungarna blir självständiga. Antagligen lever nordafrikansk elefantnäbbmus liksom sina släktingar 1 till 1,5 år i naturen. Enligt en berättelse från Nordafrikas befolkning levde en individ 7 år i fångenskap.

## Underarter
Arten delas in i följande underarter:
- E. r. rozeti
- E. r. deserti